# Roza Szabirjanovna Akkucsukova
Roza Szabirjanovna Akkucsukova, oroszul: Роза Сабирьяновна Аккучукова, baskírul: Роза Сабирйән ҡыҙы Аҡкучукова (Abzakovo, 1950. február 12. – Ufa, 2021. február 8.) orosz-baskír énekesnő.

## Életútja
1950. február 12-én a Baskír ASZSZK területéhez tartozó Abzakovóban született. Ufába költözött, és zenei iskolába járt, ahol 1972-ben érettségizett és a következő évtől énekesnőként lépett fel. Ebben az évben csatlakozott a Baskír Állami Filharmonikus Társasághoz, és turnézni kezdett a Szovjetunió számos városában. 1997-től haláláig a Baskír Állami Filharmonikus Társaság igazgatója volt.
2009-ben a Baskír Köztársaság népművésze kitüntetést kapott.
2021. február 8-án hunyt el koronavírus-fertőzés következtében Ufában.